# Apamea nigro-rubida
Apamea nigro-rubida är en fjärilsart som beskrevs av Tutt 1891. Apamea nigro-rubida ingår i släktet Apamea och familjen nattflyn. Inga underarter finns listade i Catalogue of Life.